# The Nomad Soul
The Nomad Soul (conocido en Estados Unidos y Canadá como Omikron: The Nomad Soul) es un videojuego de aventuras desarrollado por Quantic Dream y publicado por Eidos Interactive. Fue lanzado para Microsoft Windows en 1999 y para Dreamcast en 2000. Las versiones para PlayStation y PlayStation 2 estuvieron en desarrollo por un corto tiempo, pero finalmente fueron canceladas después del fracaso comercial de la versión de Dreamcast.

## Sinopsis
The Nomad Soul se desarrolla en una ciudad futurista conocida como Omikron, que es una metrópolis densamente poblada en el mundo de Phaenon, el segundo planeta de la estrella Rad'an. Al comienzo del juego, un oficial de policía Omikroniano llamado Kay'l 669 le pide a los jugadores que abandonen su dimensión e ingresen a Omikron dentro de su cuerpo (rompiendo así la cuarta pared). Después de hacerlo, los jugadores continúan con la investigación de los asesinatos en serie en los que Kay'l y su compañero Den estaban trabajando originalmente, intentando retomar en el punto donde Kay'l aparentemente dejó la investigación. La ciudad de Omikron existe debajo de una enorme cúpula de cristal, que fue construida para proteger a la población contra la era de hielo en la que entró Fenón después de la extinción del sol. La ciudad se divide en diferentes sectores: Anekbah, Qalisar, Jaunpur, Jahangir y Lahoreh. Debido a que está prohibido que los habitantes abandonen sus respectivos sectores, cada área se ha desarrollado de manera única, lo que se refleja en los estilos de vida y la arquitectura divergentes. Sin embargo, común a todos los Omikronianos es el gobierno fuertemente opresivo y controlador, que es dirigido por una supercomputadora llamada Ix.

## Jugabilidad
The Nomad Soul es un juego de aventuras que combina la mecánica de distintos géneros como aventura, shooters en primera persona, lucha y laberintos. Una de las principales características del juego es la posibilidad de reencarnarse en otro personaje. Sin embargo, al hacerlo se restablecen todas las estadísticas de los personajes.

## Música

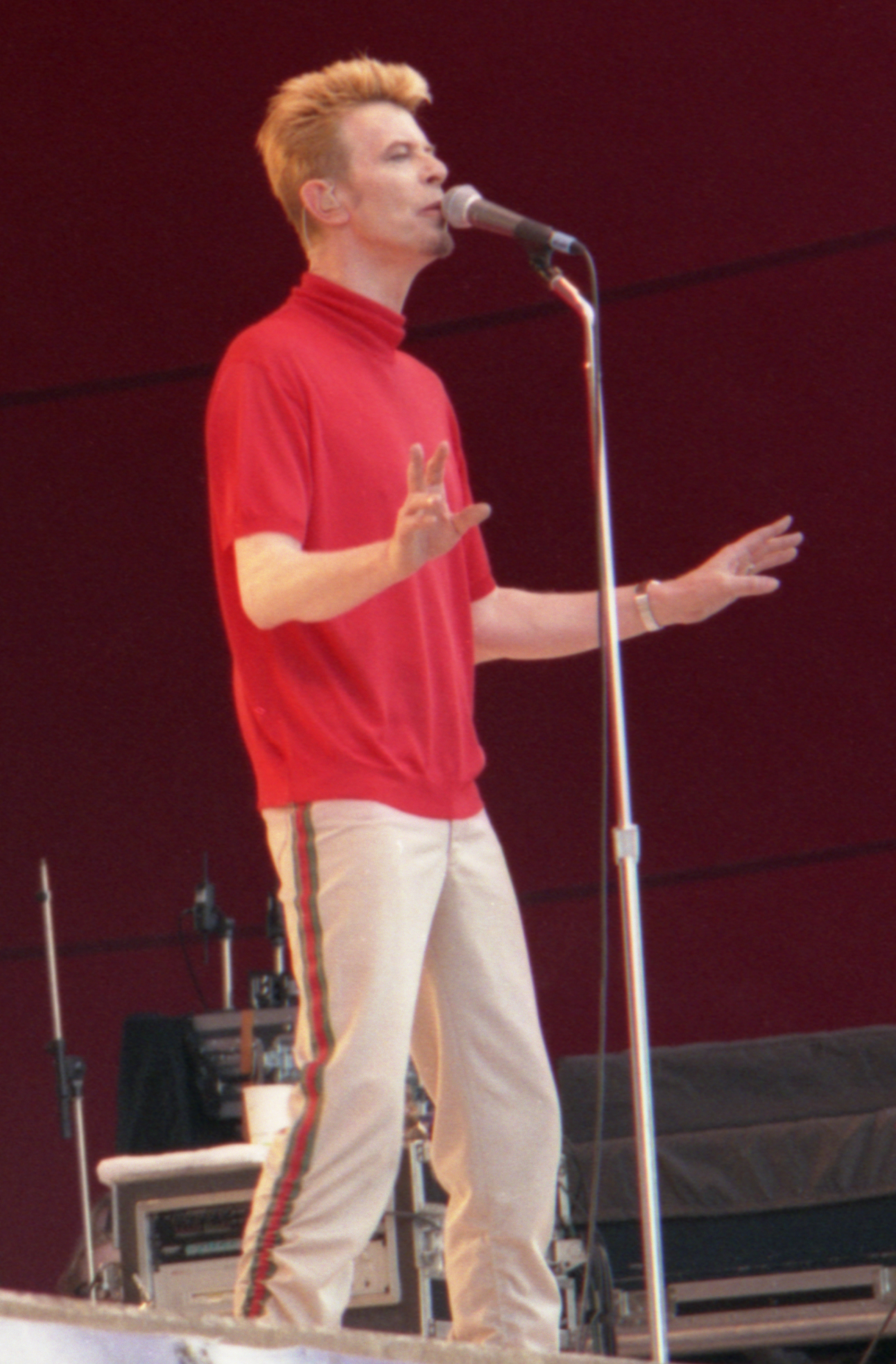
David Bowie en 1997.

El desarrollador David Cage originalmente tenía una lista de compositores en carpeta que incluían a Björk, Massive Attack, Archive y David Bowie. Contrariamente a las expectativas de Cage, Bowie respondió de inmediato, queriendo incluso formar parte del mundo virtual del juego.
David Bowie, quien tuvo algunos comentarios sobre la historia y el diseño del juego, interpretó dos roles, primero como Boz, un personaje buscado por las autoridades, y luego junto a su colaborador Reeves Gabrels y la integrante de su banda Gail Ann Dorsey como "The Dreamers", una banda virtual que se presenta en los bares de Omikron City. La esposa de Bowie, Iman, también aparece en el juego. Bowie pasó un mes en París y fue filmado por Quantic Dream en un estudio de captura de movimiento.

## Recepción
La versión para PC de The Nomad Soul recibió críticas "favorables", mientras que la versión de Dreamcast recibió críticas "promedio", según el recopilador de reseñas de videojuegos GameRankings. Game Revolution afirmó que la versión para PC "crea lo que es fácilmente el entorno de juego más creíble, versátil y vívido que se haya producido en un título de PC y te sitúa justo en el medio. Una vez que comiences a jugar, te verás atraído por la apasionante historia de Omikron". Vincent Lopez de IGN se refirió a la versión de PC como "un mundo en el que, debido a ese pequeño problema de los demonios, probablemente no me gustaría quedarme para siempre, pero al que sin duda regresaré y visitaré a menudo".